# 四分音符

上向きの符幹の四分音符、下向きの符幹の四分音符、四分休符

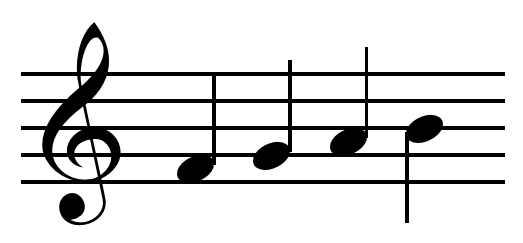
4つの四分音符。四分音符は符尾（はた）を持たない最小の音符である。

四分音符（しぶんおんぷ、しぶおんぷ 英語: 米:quarter note 英:crotchet, ドイツ語: die Viertelnote）は、全音符の4分の1の長さで演奏される音符。しばしば音楽家により四分音符は1ビートであると言われるが、これは必ずしも正しくなく、ビートは音楽の拍子記号で示され、四分音符はビートであるかどうか分からない。四分音符は楕円形で塗りつぶした符頭とまっすぐで旗の無い符幹からなる。幹の向きは普通五線譜の中線より下にあるときは上向き、中線上もしくはより上にあるときは下向きになる。ただし、幹の向きにより2つ以上のパートを区別することがある。また、頭も幹に対して向きを逆にする（画像参照）。

## 表記法
UnicodeではU+2669である。(♩)
関連するものとして四分休符がある。これは四分音符と同じ長さの無音を表す。通常はという記号で書かれるが、たまに古い記号であるで書かれる。

## 歴史
この音符は定量記譜法のsemiminima（半分ミニム（二分音符））に由来する。"crotchet"という言葉は、黒記譜法(black notation)でフックが音符に使われていたため、「小さいフック」を意味する古フランス語 crochet（'hook'を意味するcrocの指小辞）に由来する。しかし、後に登場した白記譜法(white notation)ではフックが八分音符に使われたため、現代のフランスではcrocheは八分音符を表す。
四分音符は二分音符の半分、八分音符の2倍の長さで演奏される。"quarter note"という単語はドイツ語のViertelnoteという単語の翻訳借用である。他の多くの言語でもこの音符（および休符）の名前は同語源の翻訳借用である。ロマンス諸語では通常ラテン語で「黒」を意味するnegraから派生した単語を用いている。
カタルーニャ語、フランス語、ガリシア語、スペイン語におけるこの音符の名前（いずれの「黒」を意味する）は、semiminimaが定量白記譜法において中を塗った最も長い音符であることに由来するが、これは現代の音符においてもあてはまる。
ブルガリア語、中国語、クロアチア語、チェコ語、日本語、韓国語、ポーランド語、ロシア語、セルビア語、スロバキア語における名前は「4分の1」（音符）と「4分の1の休止」（休符）を意味する。

## 注
1. ↑  古い方の記号の使用例は20世紀後期までのイギリス音楽で見られる。例えばW. A. Mozart Requiem Mass, vocal score ed. W. T. Best, pub. London: Novello & Co. Ltd. 1879.